# Idiostrangalia akiyamai
Idiostrangalia akiyamai är en skalbaggsart som beskrevs av Hayashi 1978. Idiostrangalia akiyamai ingår i släktet Idiostrangalia och familjen långhorningar.
Artens utbredningsområde är Taiwan. Inga underarter finns listade i Catalogue of Life.